# Felix Perez Camacho

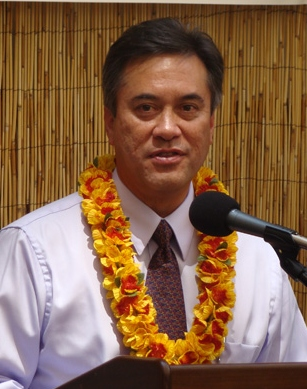
Felix Perez Camacho

Felix Perez Camacho (* 30. September 1957 in Camp Zama, Japan) war in zwei Wahlperioden, vom 6. Januar 2003 bis zum 3. Januar 2011, Gouverneur der Insel Guam. Er ist der Sohn des ehemaligen Gouverneurs Carlos Camacho und wie dieser Mitglied der Republikanischen Partei.